# الأدب الويلزي في القرون الوسطى
الأدب الويلزي في القرون الوسطى، هو الأدب الذي كُتب باللغة الويلزية خلال القرون الوسطى. يشمل هذا الأدب المواد المكتوبة بدءًا منذ القرن الخامس الميلادي، عندما كانت اللغة الويلزية في طور النموّ والتميّز عن اللغة البريتونية الشائعة، ويشمل الأعمال الأدبية حتى القرن السادس عشر.

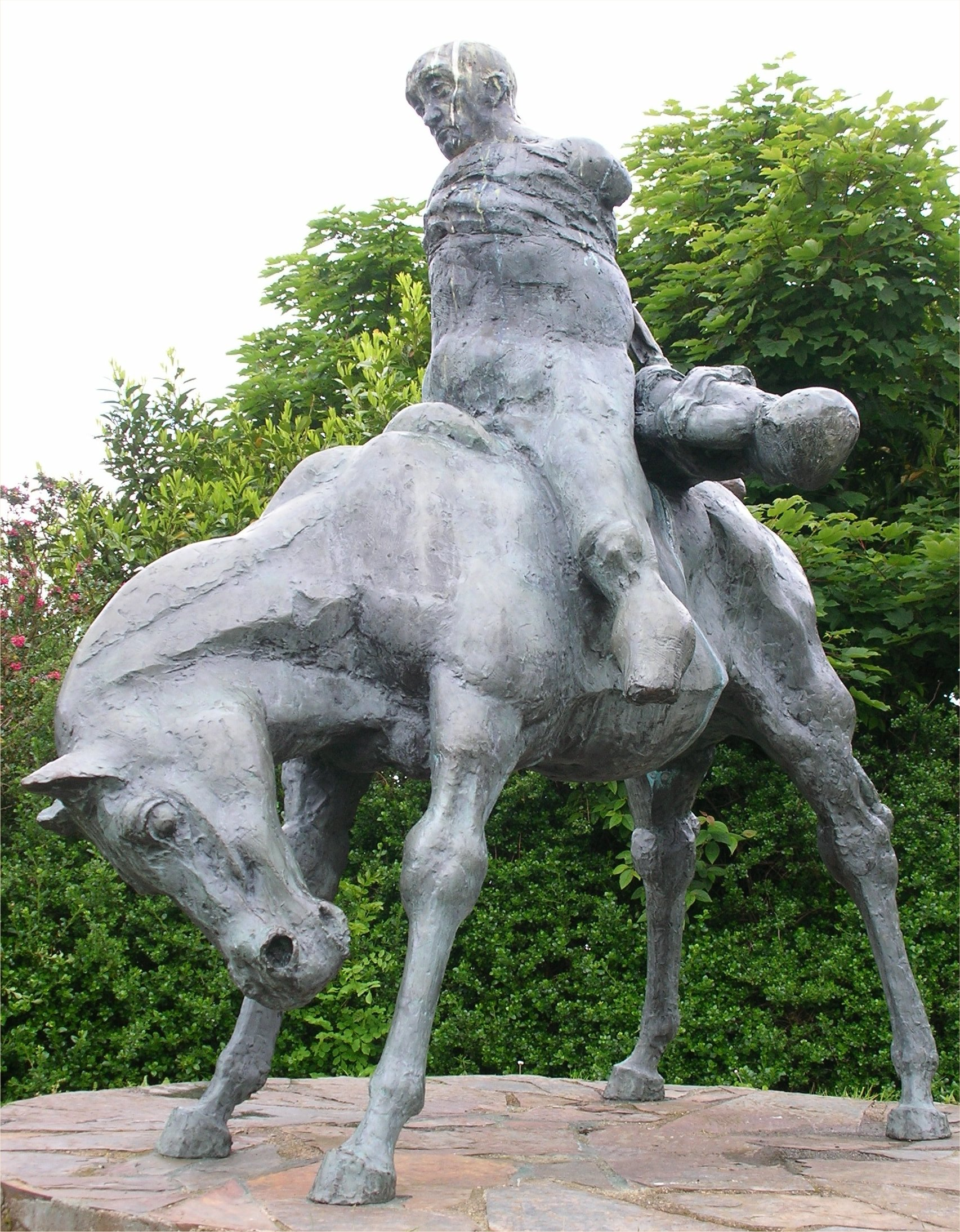

أصبحت اللغة الويلزية متميّزة عن غيرها من لهجات اللغة البريتانية القديمة في فترة ما بين الأعوام 400 و700 ميلادية. ويعود أقدم شكل مكتوب شِعرًا من الأدب الويلزي إلى هذه الفترة. ودام التراث الشِعري الذي تجسّده أعمال «أوائل الشعراء»، كما يُطلق عليهم، دام لما يزيد عن الألف عام وصولًا إلى كتاب شعراء النبلاء في القرن السادس عشر.
كان التقليد الأساسي هو شعر المديح؛ اعتُبر الشاعر تالييسن كأول الشعراء ضمن هذا التراث. أما الوجه الآخر للتقليد الشعري فقد تمثّل في احتراف الشعراء واعتمادهم على رعاية الملوك، والأمراء، والنبلاء في كسب معيشتهم. سبّب سقوط مملكة غوينيد وفقدان كافة أشكال الاستقلال الويلزي في العام 1282 سبّب أزمةً في التراث الأدبي، ولكن تمّ تجاوزها في النهاية. أدّى ذلك إلى ابتداع الوزن الشعري الويلزي «كاويذ»، وإلى تعريف أكثر مرونة لماهية المديح، وإلى الاعتماد على رعاية طبقة النبلاء.
حافظ ما يُسمّى اتحاد الشعراء على احترافية التراث الشعري، بإصداره دليل قواعد خاص مشددًا على نظم الشعر كصنعة أدبية. وفقًا لقواعد اتحاد الشعراء، توجّب على الشعراء الخضوع للتدريب الشِعري لمدة تسع سنوات قبل أن يصبحوا مؤهّلين تمامًا لقول الشعر. كما حدّد الدليل المبلغ المادي الذي يتقاضاه الشاعر على عمله. تنوّعت هذه المبالغ وفقًا لطول المدة التي تدرّبها الشاعر والحاجة إلى الشعر في المناسبات الخاصة خلال العام.
إضافة إلى شعراء البلاط، ضمّ الملوك والأمراء والنبلاء تحت رعايتهم قاصّاً رسميّاً. وكما الشعراء، كان هؤلاء القُصّاص محترفين، ولكنهم اختلفوا عن الشعراء في حقيقة أنه لم يصلنا سوى أقلّ القليل من أعمالهم. ما بقي من تلك الأعمال هي تخيّلات أدبيّة مبنيّة على القصص الويلزية القديمة التي رواها أولئك القصّاصين على الأغلب. والشطر الأعظم من هذه الأعمال محفوظ في المجموعة التي تُعرف في يومنا باسم مابينوغون. لم يقتصر النثر الويلزي في القرون الوسطى على جنس القصة، بل ضمّ العديد من الأعمال الدينية والسياسية، إضافة إلى عدد كبير من الأعمال المترجمة عن اللغات الأخرى.

## الشعر الويلزي قبل العام 1100
في تقسيمات الأدب الويلزي، تُعرف الفترة قبل العام 1100 كعصر «أوائل الشعراء» أو «الشعر القديم». تُؤرّخ تلك الفترة بشكل تقريبي منذ ولادة اللغة الويلزية حتى وصول الغزاة النورمان إلى ويلز في نهايات القرن الحادي عشر ميلادية.
لا ينتمي الشعر الويلزي القديم إلى المنطقة المعروفة حاليّاً باسم ويلز، بل ينتمي إلى شمال إنجلترا، اسكتلندا، وهكذا يمكن تصنيفه على أنه مكتوب في الكومبريك، وهي إحدى لهجات اللغة البريثونية ذات الصلة الوثيقة باللغة الويلزية القديمة. رغم تأريخ بدايات الأدب الويلزي في القرون الوسطى في القرن السادس والسابع والثامن ميلادية، فهو لم يوجد في القرنين الثالث عشر والرابع عشر سوى على شكل نسخ مخطوطات. جاء ذكر بعض شعراء تلك الفترة في مخطوطات هستوريا بريتونوم (تاريخ البريطونيين) من القرن التاسع الميلادي، والذي يُنسب عادة إلى المؤرّخ نينيوس. تذكر هذه المخطوطة التاريخية أسماء شعراء ويلزين من عصر الملك إيدا 547-559 ميلادية. ومن بين جميع الشعراء الذين ذُكروا في هستوريا بريتونوم، وصلتنا أعمال الشاعرَين تالييسن وأنيرين فقط.

### تالييسن
حُفظ شِعر تالييسن منذ القرن الرابع عشر ميلادية عبر مخطوطة تُسمّى (كتاب تالييسن). تحتوي المخطوطة على مجموعة كبيرة من الأشعار الباطنيّة الحديثة والتي نُسبت إلى الشاعر، ولكن الباحثين حددوا 12 قصيدةً يعود تاريخها إلى القرن السادس الميلادي. جميع الأشعار هي في فنّ المديح.
أصبحت أبيات مديح تالييسن لكلّ مِن الملك يوارين وأواين نماذجَ احتذاها الشعراء من بعده، والذين التفتوا إليه مستلهمين منه مديحًا في رعاتهم بعبارات كان قد استخدمها تالييسن.

### أنيرين
أنيرين، هو شاعر عاش في فترة قريبة من عصر تالييسن، وكتب سلسلة من القصائد لينظم قصيدة واحدة طويلة باسم آ جودودين. توثق هذه القصيدة أحداث معركة كاترايث التي حارب فيها البريطونيّون من مملكة جودودين (المتمركزة في إيدين، إدنبرة المعاصرة) ضد ممالك الساكسون ديرا وبرنيسيا في شمال شرق إنجلترا في العام 598 تقريبًا. وصلتنا القصيدة كمخطوطة باسم (كتاب أنيرين) من العام 1265 تقريبًا.

### لاوارخ هين وهيليد
يعود تاريخ الشعر المرتبط بالأمير الشاعر لاوارخ هين والشاعر هيليد إلى أواخر فترة الأدب الويلزي في القرون الوسطى. يُعتقد أن مجموعة أشعار لاوارخ هين قد كُتبت في القرن التاسع الميلادي، وأن الأجزاء المبكرة من شعر لاوارخ قد كُتبت على الأغلب في القرن التاسع، وأجزاء أخرى من هذه المجموعة كُتب لاحقًا في القرنين الحادي عشر والثاني عشر. تنقل هذه القصائد، المكتوبة بشكل مناجاة ذاتية، تنقل حزن الشاعر وتحسّره على فقدان الجزء الغربي من مملكة باويز (شروبشاير المعاصرة) واستيلاء الإنجليز عليها. ولكنها أيضًا أعمال شعرية تحتفي بالطبيعة عنصرًا مهمّاً في الخلفيّة يعكس الحدث الرئيسي والإحساس الشعري ذاته.

### بعض الأشعار المبكرة الأخرى
رغم أن الشعر الويلزي المبكّر يعبّر بغالبه عن الأسى الذي سببه الغزاة الأنجلوساكسون، فثمة قصائد للتحفيز وأخرى تبث الأمل في وقوع الهزيمة النهائية القاصمة للغزاة وإجبارهم على الهروب بحرًا. إحدى هذه القصائد «نبوءة بريطانيا» من القرن العاشر من كتاب تالييسن، تتخيّل نشوء تحالفٍ بين قوات الآيرلنديين، والبريطونيين، والاسكندنافيين لهزيمة الإنجليز وإعادة بريطانيا إلى الويلزيين.
شهدت هذه الفترة كذلك إنتاج شعر ديني، مثل قصائد قصيرة في مديح الثالوث المقدس، نجدها في مخطوطة جوفينكوس من القرن التاسع الميلادي، المحفوظة في مكتبة جامعة كامبريدج. كما نجد في كتاب تالييسن قصيدة «في مديح تينبي»، وهي بلدة في بيمبروكشاير، كتبها على الأرجح شاعر بلاط في دايفد احتفالًا بدخول السنة الجديدة.
يضم الكتاب كذلك العديد من القصائد من المحتمل أن تالييسن لم يكتبها، على سبيل المثال قصيدة «نبوءة بريطانيا»، وقصيدة «غنائم أروين». حفِظ كتاب أرنين أغنية أطفال باللغة الويلزية. ويُعتقد أن العديد من أشعار الطبيعة، وأشعار الأمثال، وأشعار النبوءات، والأشعار الدينية يعود تاريخها إلى هذه الفترة.

## الشعر الويلزي من العام 1100 إلى 1600
منذ العام 1100 وحتى العام 1600 يمكن تقسيم الشعر الويلزي بشكل تقريبي إلى فترتين متمايزتين، هما: فترة شعراء الأمراء والذين نشطوا في الفترة السابقة على فقدان الاستقلال الويلزي في العام 1282، وفترة شعراء النبلاء، الذين عملوا منذ العام 1282 وحتى فترة السيطرة الإنجليزية على ويلز في القرن السادس عشر.

### شعراء الأمراء (1100 تقريبًا – 1300 تقريبًا)
يُشار إلى هذه الفترة في اللغة الويلزية باسم (شعراء الأمراء). المصدر الرئيسي للشعر في القرنين الحادي عشر والثاني عشر هو مخطوطة هينريغادريد، وهي مجموعة تضم جميع أشعار البلاط منذ العام 1282 وحتى 1350.
كان شعراء هذه الفترة محترفين شعريّاً وعملوا في بعض بلاطات الأمراء في ويلز. كما كانوا أعضاء في اتحاد الشعراء الذي كانت حقوقه وواجباته منصوصة عليها في القانون الويلزي الأصلي؛ وهكذا فقد عمل هؤلاء الشعراء ضمن إطار ثقافة شعريّة متقدّمة ولكن وفقًاً لتقاليد غير مرِنة. كانت ظاهرة بيوتات الشعر سائدةً، فالشاعر ميلير بريديد كان لديه ابنٌ شاعر، وعلى الأقل حفيدان شاعران. وصار من المتعارف عليه أن تُدرّس صنعة الشِعر تدريسًا رسميّاً، في مدارس شِعريّة قد يُديرها شخص واحد حمل اسم «كبير الشعراء». كان كبير الشعراء في أوج نشاطه المهني وخُصّص له كرسيّ في البلاط، ومكانًا عليّاً جانب الوريث. وعندما كان يُلقي شعره، كان المنتظر منه أن يغنّي مرتين: مرةً تعظيمًا للربّ، ومرة تشريفًا للملك. كان شاعر المنزل أحد 24 موظفًا عاملًا في البلاط وكان مسؤولًا عن الغناء أمام الحاشية العسكريّة قبل المسير إلى الحرب، وعن الغناء أمام الملكة في حجرتها الخاصة.